# Justicia fuchsiifolia
Justicia fuchsiifolia är en akantusväxtart som beskrevs av Emery Clarence Leonard. Justicia fuchsiifolia ingår i släktet Justicia och familjen akantusväxter. Inga underarter finns listade i Catalogue of Life.